# Bertil van Zweden

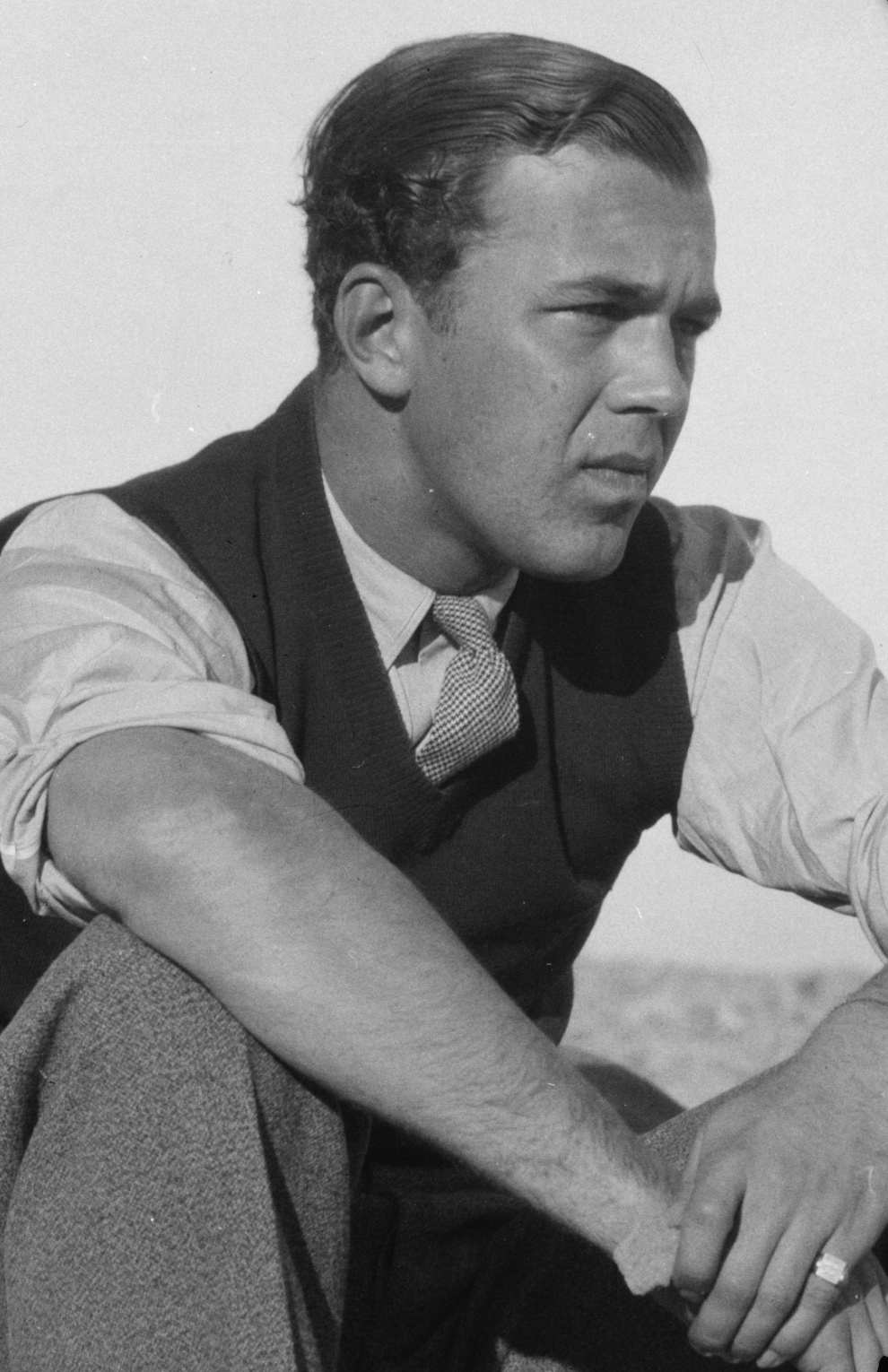
Prins Bertil

Prins Bertil Gustaaf Oscar Karel Eugenius van Zweden, hertog van Halland (Stockholm, 28 februari 1912 – aldaar, 5 januari 1997) was hertog van Halland. Hij was de derde zoon van de latere koning Gustaaf VI Adolf van Zweden en kroonprinses Margaretha van Connaught. Hij is een prins uit het huis Bernadotte.

## Leven
Prins Bertil werd geboren in Stockholm op 28 februari 1912 uit het eerste huwelijk van zijn vader, kroonprins Gustaaf Adolf, de hertog van Skåne. Zijn moeder was de Brits geboren prinses Margaretha van Connaught. Zijn grootouders aan vaderskant waren koning Gustaaf V van Zweden en koningin Victoria van Baden. Zijn grootouders aan moederskant waren prins Arthur van het Verenigd Koninkrijk de hertog van Connaught en Strathearn en diens vrouw prinses Louise Margaretha van Pruisen. Prinses Louise Margaretha was een achterkleindochter van koning Frederik Willem III van Pruisen. Arthur was de vierde zoon van koningin Victoria van het Verenigd Koninkrijk en prins-gemaal Albert van Saksen-Coburg en Gotha. Bertil had twee oudere broers: Prins Gustaaf Adolf (1906-1947) de hertog van Västerbotten was vanaf 1907 de tweede in lijn voor de troon in Zweden, dit duurde tot zijn plotselinge dood in 1947. Gustaaf Adolf was gehuwd met prinses Sybilla van Saksen-Coburg-Gotha, zij werden de ouders van de latere koning Karel XVI Gustaaf. De andere oudere broer van Bertil was prins Sigvard (1907-2002) hij trad drie keer in het huwelijk en was later graaf van Wisborg. Bertil had één oudere zus: prinses Ingrid (1910-2000) die door haar huwelijk met Frederik IX van Denemarken in 1947 koningin van Denemarken werd. Bertil had één jongere broer prins Karel Johan (1916-2012); hij huwde twee keer.
Toen Bertils oudere broer in 1947 bij een vliegtuigongeluk stierf, werd diens één jaar oude zoon erfprins van Zweden en tweede in lijn van de troonopvolging. Doordat andere leden van de Zweedse koninklijke familie hun rechten op de troon hadden opgegeven, door bijvoorbeeld te trouwen zonder toestemming van de koning, werd de kans dat prins Bertil in de toekomst regent van Zweden zou worden heel groot geacht. Het was ook om die reden dat Bertil koos om niet te trouwen met de uit Wales komende Lilian Davies. Bertil en Lilian leefden samen met medeweten van de koninklijke familie. Doordat de vader van Bertil oud genoeg werd, hoefde Bertil niet op te treden als regent van Zweden toen Karel XVI Gustaaf koning van Zweden werd.
Bertils vader, koning Gustaaf VI Adolf, stierf op 15 september 1973. Op 7 december 1976 traden Bertil en Lilian in het huwelijk te Slot Drottningholm. De nieuwe koning had het huwelijk tussen de twee goedgekeurd. Hij was nog steeds eerste in lijn van de troonopvolging, tot de geboorte van prins Carl Philip in 1979. Bertil trad wel nog altijd op als vertegenwoordiger van de koning. Zijn weduwe was bekend als HKH Prinses Lilian, Hertogin van Halland. Toen de wet van troonopvolging in 1980 werd veranderd, konden alleen de nakomelingen van Karel XVI Gustaaf nog kans maken op de troon van Zweden. Echter werd er een uitzondering gemaakt voor prins Bertil. Daardoor bleef hij derde in lijn van de troonopvolging (vierde na de geboorte van prinses Madeleine in 1982).
Prins Bertil stierf op 84-jarige leeftijd in Villa Solbacken te Stockholm.

## Kwartierstaat (voorouders)
| Oscar II van Zweden (1829-1907) | Oscar II van Zweden (1829-1907) | Oscar II van Zweden (1829-1907) | Oscar II van Zweden (1829-1907) | Oscar II van Zweden (1829-1907)      | Oscar II van Zweden (1829-1907)      | Sophia van Nassau (1836-1913)        | Sophia van Nassau (1836-1913)        | Sophia van Nassau (1836-1913)        | Sophia van Nassau (1836-1913)        | Sophia van Nassau (1836-1913)           | Sophia van Nassau (1836-1913)           |                                         |                                         | Frederik I van Baden (1862-1907)          | Frederik I van Baden (1862-1907)          | Frederik I van Baden (1862-1907)          | Frederik I van Baden (1862-1907)          | Frederik I van Baden (1862-1907)          | Frederik I van Baden (1862-1907)          | Louise Marie Elisabeth van Pruisen (1838-1923) | Louise Marie Elisabeth van Pruisen (1838-1923) | Louise Marie Elisabeth van Pruisen (1838-1923) | Louise Marie Elisabeth van Pruisen (1838-1923) | Louise Marie Elisabeth van Pruisen (1838-1923)         | Louise Marie Elisabeth van Pruisen (1838-1923)         |                                                        |                                                        | Albert van Saksen-Coburg en Gotha (1819-1861)          | Albert van Saksen-Coburg en Gotha (1819-1861)          | Albert van Saksen-Coburg en Gotha (1819-1861) | Albert van Saksen-Coburg en Gotha (1819-1861) | Albert van Saksen-Coburg en Gotha (1819-1861)  | Albert van Saksen-Coburg en Gotha (1819-1861)  | Victoria van het Verenigd Koninkrijk (1819-1901) | Victoria van het Verenigd Koninkrijk (1819-1901) | Victoria van het Verenigd Koninkrijk (1819-1901) | Victoria van het Verenigd Koninkrijk (1819-1901) | Victoria van het Verenigd Koninkrijk (1819-1901) | Victoria van het Verenigd Koninkrijk (1819-1901) |                                      |                                      | Frederik Karel van Pruisen (1828-1885) | Frederik Karel van Pruisen (1828-1885) | Frederik Karel van Pruisen (1828-1885)        | Frederik Karel van Pruisen (1828-1885)        | Frederik Karel van Pruisen (1828-1885)        | Frederik Karel van Pruisen (1828-1885)        | Maria Anna van Anhalt-Dessau (1837-1906)      | Maria Anna van Anhalt-Dessau (1837-1906)      | Maria Anna van Anhalt-Dessau (1837-1906) | Maria Anna van Anhalt-Dessau (1837-1906) | Maria Anna van Anhalt-Dessau (1837-1906) | Maria Anna van Anhalt-Dessau (1837-1906) |  |  |  |  |  |  |  |  |  |  |  |  |  |  |  |  |  |  |  |  |  |  |  |  |  |  |  |  |  |  |  |  |  |  |  |  |  |  |  |  |  |  |  |  |  |  |  |  |
| Oscar II van Zweden (1829-1907) | Oscar II van Zweden (1829-1907) | Oscar II van Zweden (1829-1907) | Oscar II van Zweden (1829-1907) | Oscar II van Zweden (1829-1907)      | Oscar II van Zweden (1829-1907)      | Sophia van Nassau (1836-1913)        | Sophia van Nassau (1836-1913)        | Sophia van Nassau (1836-1913)        | Sophia van Nassau (1836-1913)        | Sophia van Nassau (1836-1913)           | Sophia van Nassau (1836-1913)           |                                         |                                         | Frederik I van Baden (1862-1907)          | Frederik I van Baden (1862-1907)          | Frederik I van Baden (1862-1907)          | Frederik I van Baden (1862-1907)          | Frederik I van Baden (1862-1907)          | Frederik I van Baden (1862-1907)          | Louise Marie Elisabeth van Pruisen (1838-1923) | Louise Marie Elisabeth van Pruisen (1838-1923) | Louise Marie Elisabeth van Pruisen (1838-1923) | Louise Marie Elisabeth van Pruisen (1838-1923) | Louise Marie Elisabeth van Pruisen (1838-1923)         | Louise Marie Elisabeth van Pruisen (1838-1923)         |                                                        |                                                        | Albert van Saksen-Coburg en Gotha (1819-1861)          | Albert van Saksen-Coburg en Gotha (1819-1861)          | Albert van Saksen-Coburg en Gotha (1819-1861) | Albert van Saksen-Coburg en Gotha (1819-1861) | Albert van Saksen-Coburg en Gotha (1819-1861)  | Albert van Saksen-Coburg en Gotha (1819-1861)  | Victoria van het Verenigd Koninkrijk (1819-1901) | Victoria van het Verenigd Koninkrijk (1819-1901) | Victoria van het Verenigd Koninkrijk (1819-1901) | Victoria van het Verenigd Koninkrijk (1819-1901) | Victoria van het Verenigd Koninkrijk (1819-1901) | Victoria van het Verenigd Koninkrijk (1819-1901) |                                      |                                      | Frederik Karel van Pruisen (1828-1885) | Frederik Karel van Pruisen (1828-1885) | Frederik Karel van Pruisen (1828-1885)        | Frederik Karel van Pruisen (1828-1885)        | Frederik Karel van Pruisen (1828-1885)        | Frederik Karel van Pruisen (1828-1885)        | Maria Anna van Anhalt-Dessau (1837-1906)      | Maria Anna van Anhalt-Dessau (1837-1906)      | Maria Anna van Anhalt-Dessau (1837-1906) | Maria Anna van Anhalt-Dessau (1837-1906) | Maria Anna van Anhalt-Dessau (1837-1906) | Maria Anna van Anhalt-Dessau (1837-1906) |  |  |  |  |  |  |  |  |  |  |  |  |  |  |  |  |  |  |  |  |  |  |  |  |  |  |  |  |  |  |  |  |  |  |  |  |  |  |  |  |  |  |  |  |  |  |  |  |
|                                 |                                 |                                 |                                 |                                      |                                      |                                      |                                      |                                      |                                      |                                         |                                         |                                         |                                         |                                           |                                           |                                           |                                           |                                           |                                           |                                                |                                                |                                                |                                                |                                                        |                                                        |                                                        |                                                        |                                                        |                                                        |                                               |                                               |                                                |                                                |                                                  |                                                  |                                                  |                                                  |                                                  |                                                  |                                      |                                      |                                        |                                        |                                               |                                               |                                               |                                               |                                               |                                               |                                          |                                          |                                          |                                          |  |  |  |  |  |  |  |  |  |  |  |  |  |  |  |  |  |  |  |  |  |  |  |  |  |  |  |  |  |  |  |  |  |  |  |  |  |  |  |  |  |  |  |  |  |  |  |  |
|                                 |                                 |                                 |                                 | Gustaaf V van Zweden (1858–1950)     | Gustaaf V van Zweden (1858–1950)     | Gustaaf V van Zweden (1858–1950)     | Gustaaf V van Zweden (1858–1950)     | Gustaaf V van Zweden (1858–1950)     | Gustaaf V van Zweden (1858–1950)     |                                         |                                         |                                         |                                         |                                           |                                           | Victoria van Baden (1862-1930)            | Victoria van Baden (1862-1930)            | Victoria van Baden (1862-1930)            | Victoria van Baden (1862-1930)            | Victoria van Baden (1862-1930)                 | Victoria van Baden (1862-1930)                 |                                                |                                                |                                                        |                                                        |                                                        |                                                        |                                                        |                                                        |                                               |                                               | Arthur van Connaught en Strathearn (1850-1942) | Arthur van Connaught en Strathearn (1850-1942) | Arthur van Connaught en Strathearn (1850-1942)   | Arthur van Connaught en Strathearn (1850-1942)   | Arthur van Connaught en Strathearn (1850-1942)   | Arthur van Connaught en Strathearn (1850-1942)   |                                                  |                                                  |                                      |                                      |                                        |                                        | Louise Margaretha van Pruisen (1860-1917)     | Louise Margaretha van Pruisen (1860-1917)     | Louise Margaretha van Pruisen (1860-1917)     | Louise Margaretha van Pruisen (1860-1917)     | Louise Margaretha van Pruisen (1860-1917)     | Louise Margaretha van Pruisen (1860-1917)     |                                          |                                          |                                          |                                          |  |  |  |  |  |  |  |  |  |  |  |  |  |  |  |  |  |  |  |  |  |  |  |  |  |  |  |  |  |  |  |  |  |  |  |  |  |  |  |  |  |  |  |  |  |  |  |  |
|                                 |                                 |                                 |                                 | Gustaaf V van Zweden (1858–1950)     | Gustaaf V van Zweden (1858–1950)     | Gustaaf V van Zweden (1858–1950)     | Gustaaf V van Zweden (1858–1950)     | Gustaaf V van Zweden (1858–1950)     | Gustaaf V van Zweden (1858–1950)     |                                         |                                         |                                         |                                         |                                           |                                           | Victoria van Baden (1862-1930)            | Victoria van Baden (1862-1930)            | Victoria van Baden (1862-1930)            | Victoria van Baden (1862-1930)            | Victoria van Baden (1862-1930)                 | Victoria van Baden (1862-1930)                 |                                                |                                                |                                                        |                                                        |                                                        |                                                        |                                                        |                                                        |                                               |                                               | Arthur van Connaught en Strathearn (1850-1942) | Arthur van Connaught en Strathearn (1850-1942) | Arthur van Connaught en Strathearn (1850-1942)   | Arthur van Connaught en Strathearn (1850-1942)   | Arthur van Connaught en Strathearn (1850-1942)   | Arthur van Connaught en Strathearn (1850-1942)   |                                                  |                                                  |                                      |                                      |                                        |                                        | Louise Margaretha van Pruisen (1860-1917)     | Louise Margaretha van Pruisen (1860-1917)     | Louise Margaretha van Pruisen (1860-1917)     | Louise Margaretha van Pruisen (1860-1917)     | Louise Margaretha van Pruisen (1860-1917)     | Louise Margaretha van Pruisen (1860-1917)     |                                          |                                          |                                          |                                          |  |  |  |  |  |  |  |  |  |  |  |  |  |  |  |  |  |  |  |  |  |  |  |  |  |  |  |  |  |  |  |  |  |  |  |  |  |  |  |  |  |  |  |  |  |  |  |  |
|                                 |                                 |                                 |                                 |                                      |                                      |                                      |                                      |                                      |                                      | Gustaaf VI Adolf van Zweden (1882–1973) | Gustaaf VI Adolf van Zweden (1882–1973) | Gustaaf VI Adolf van Zweden (1882–1973) | Gustaaf VI Adolf van Zweden (1882–1973) | Gustaaf VI Adolf van Zweden (1882–1973)   | Gustaaf VI Adolf van Zweden (1882–1973)   |                                           |                                           |                                           |                                           |                                                |                                                |                                                |                                                |                                                        |                                                        |                                                        |                                                        |                                                        |                                                        |                                               |                                               |                                                |                                                |                                                  |                                                  |                                                  |                                                  | Margaretha van Connaught (1882-1920)             | Margaretha van Connaught (1882-1920)             | Margaretha van Connaught (1882-1920) | Margaretha van Connaught (1882-1920) | Margaretha van Connaught (1882-1920)   | Margaretha van Connaught (1882-1920)   |                                               |                                               |                                               |                                               |                                               |                                               |                                          |                                          |                                          |                                          |  |  |  |  |  |  |  |  |  |  |  |  |  |  |  |  |  |  |  |  |  |  |  |  |  |  |  |  |  |  |  |  |  |  |  |  |  |  |  |  |  |  |  |  |  |  |  |  |
|                                 |                                 |                                 |                                 |                                      |                                      |                                      |                                      |                                      |                                      | Gustaaf VI Adolf van Zweden (1882–1973) | Gustaaf VI Adolf van Zweden (1882–1973) | Gustaaf VI Adolf van Zweden (1882–1973) | Gustaaf VI Adolf van Zweden (1882–1973) | Gustaaf VI Adolf van Zweden (1882–1973)   | Gustaaf VI Adolf van Zweden (1882–1973)   |                                           |                                           |                                           |                                           |                                                |                                                |                                                |                                                |                                                        |                                                        |                                                        |                                                        |                                                        |                                                        |                                               |                                               |                                                |                                                |                                                  |                                                  |                                                  |                                                  | Margaretha van Connaught (1882-1920)             | Margaretha van Connaught (1882-1920)             | Margaretha van Connaught (1882-1920) | Margaretha van Connaught (1882-1920) | Margaretha van Connaught (1882-1920)   | Margaretha van Connaught (1882-1920)   |                                               |                                               |                                               |                                               |                                               |                                               |                                          |                                          |                                          |                                          |  |  |  |  |  |  |  |  |  |  |  |  |  |  |  |  |  |  |  |  |  |  |  |  |  |  |  |  |  |  |  |  |  |  |  |  |  |  |  |  |  |  |  |  |  |  |  |  |
|                                 |                                 |                                 |                                 |                                      |                                      |                                      |                                      |                                      |                                      |                                         |                                         |                                         |                                         |                                           |                                           |                                           |                                           |                                           |                                           |                                                |                                                |                                                |                                                |                                                        |                                                        |                                                        |                                                        |                                                        |                                                        |                                               |                                               |                                                |                                                |                                                  |                                                  |                                                  |                                                  |                                                  |                                                  |                                      |                                      |                                        |                                        |                                               |                                               |                                               |                                               |                                               |                                               |                                          |                                          |                                          |                                          |  |  |  |  |  |  |  |  |  |  |  |  |  |  |  |  |  |  |  |  |  |  |  |  |  |  |  |  |  |  |  |  |  |  |  |  |  |  |  |  |  |  |  |  |  |  |  |  |
|                                 |                                 |                                 |                                 |                                      |                                      |                                      |                                      |                                      |                                      |                                         |                                         |                                         |                                         |                                           |                                           |                                           |                                           |                                           |                                           |                                                |                                                |                                                |                                                |                                                        |                                                        |                                                        |                                                        |                                                        |                                                        |                                               |                                               |                                                |                                                |                                                  |                                                  |                                                  |                                                  |                                                  |                                                  |                                      |                                      |                                        |                                        |                                               |                                               |                                               |                                               |                                               |                                               |                                          |                                          |                                          |                                          |  |  |  |  |  |  |  |  |  |  |  |  |  |  |  |  |  |  |  |  |  |  |  |  |  |  |  |  |  |  |  |  |  |  |  |  |  |  |  |  |  |  |  |  |  |  |  |  |
|                                 |                                 |                                 |                                 | Gustaaf Adolf van Zweden (1906–1947) | Gustaaf Adolf van Zweden (1906–1947) | Gustaaf Adolf van Zweden (1906–1947) | Gustaaf Adolf van Zweden (1906–1947) | Gustaaf Adolf van Zweden (1906–1947) | Gustaaf Adolf van Zweden (1906–1947) |                                         |                                         |                                         |                                         | Sigvard Bernadotte de Wisborg (1907-2002) | Sigvard Bernadotte de Wisborg (1907-2002) | Sigvard Bernadotte de Wisborg (1907-2002) | Sigvard Bernadotte de Wisborg (1907-2002) | Sigvard Bernadotte de Wisborg (1907-2002) | Sigvard Bernadotte de Wisborg (1907-2002) |                                                |                                                |                                                |                                                | Ingrid van Zweden, koningin van Denemarken (1910-2000) | Ingrid van Zweden, koningin van Denemarken (1910-2000) | Ingrid van Zweden, koningin van Denemarken (1910-2000) | Ingrid van Zweden, koningin van Denemarken (1910-2000) | Ingrid van Zweden, koningin van Denemarken (1910-2000) | Ingrid van Zweden, koningin van Denemarken (1910-2000) |                                               |                                               |                                                |                                                | Bertil van Zweden (1912-1997)                    | Bertil van Zweden (1912-1997)                    | Bertil van Zweden (1912-1997)                    | Bertil van Zweden (1912-1997)                    | Bertil van Zweden (1912-1997)                    | Bertil van Zweden (1912-1997)                    |                                      |                                      |                                        |                                        | Karel Johan Bernadotte de Wisborg (1916-2012) | Karel Johan Bernadotte de Wisborg (1916-2012) | Karel Johan Bernadotte de Wisborg (1916-2012) | Karel Johan Bernadotte de Wisborg (1916-2012) | Karel Johan Bernadotte de Wisborg (1916-2012) | Karel Johan Bernadotte de Wisborg (1916-2012) |                                          |                                          |                                          |                                          |  |  |  |  |  |  |  |  |  |  |  |  |  |  |  |  |  |  |  |  |  |  |  |  |  |  |  |  |  |  |  |  |  |  |  |  |  |  |  |  |  |  |  |  |  |  |  |  |